# Харьковская крепость
Харьковская крепость (укр. Харківська фортеця) — деревянная крепость Русского государства, построенная на Слобожанщине у впадения реки Харьков в Лопань и давшая начало городу Харькову.

## История

### Предыстория
Предшественником Харькова являлось северянское поселение на южной окраине современного города, разрушенное в X веке. Исследователи связывают его гибель с военной активностью печенегов или с восточными походами Святослава Игоревича.
В XII веке на месте разрушенного славянского посёлка возник древнерусский город Донец, ставший важным оборонным и торгово-ремесленным центром. Он упоминается в Ипатьевской летописи под 1185 годом в связи с пребыванием в нём новгород-северского князя Игоря Святославича. В XIII веке город был уничтожен монгольскими завоевателями, после чего возродился в значительно меньших размерах и окончательно запустел в XV веке.
В то же время в нескольких километрах от старого города, на современной Университетской горке, возникло новое поселение. Его остатки были обнаружены А. С. Федоровским в 1928 году. Раскопки на улицах Квитки-Основьяненко и Рымарской в Харькове позволили датировать это поселение XIII—XIV веками. Неподалёку, на Павловской площади, археологи выявили следы могильника времён Золотой Орды.

### История постройки крепости
История современного Харькова начинается в 1654 году, когда группа черкасских беженцев из Заднепровья численностью 1500—1800 человек с разрешения царя Алексея Михайловича осела на выделенной ей земле при впадении реки Харьков в Лопань. Царское правительство планировало создать здесь укреплённый район, учитывая выгодное с точки зрения обеспечения обороноспособности топографическое местоположение. Решение о возведении крепости в нагорном районе Харькова близ слияния трёх рек, было принято задолго до поселения здесь беженцев с правобережья Днепра. Новое поселение было названо по одноимённому названию реки, являющейся оборонительным водоразделом с наиболее опасного, равнинного восточного направления. В целом, прибытие беженцев от гнёта польской шляхты, начавшееся ещё до восстания Хмельницкого, встречало позитивную реакцию русского правительства, поскольку совпадало с планами заселения и военного закрепления южных порубежных земель. Поселенцам предоставлись всяческие льготы и освобождения от различных налогов и податей, предоставлялись крупные земельные наделы. Взамен требовалась охрана южных рубежей государства от набегов крымских татар.
В 1654—1655 годах в районе слияния двух рек, на возвышенности (ныне Университетская горка) переселенцы построили свои жилища и до 1656 года обнесли их частоколом — острогом. Он имел периметр 530 саженей (около 1130 м). Строительство велось по чертежу и под руководством чугуевского воеводы Григория Спешнева, но поселенцы выстроили острог по своему украинскому «извычаю» — низким и редким.

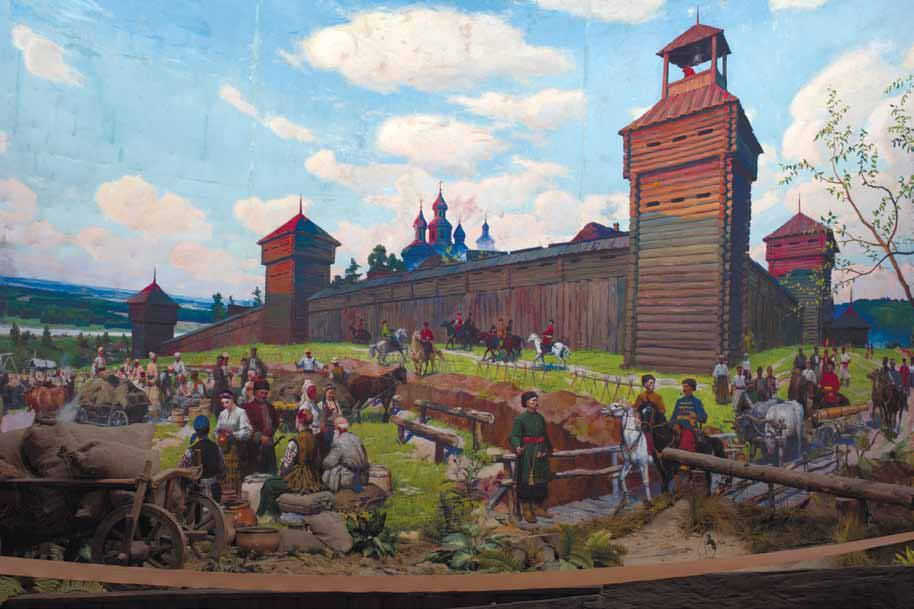
Харьковская крепость XVII века. Диорама художников Л. Шматько, И.Карася.

В 1656 году указом царя Алексея Михайловича в Харьков был назначен воевода Воин Селифонтов, который начал перестройку стен крепости по «московскому образцу». Для этого с Селифонтовым прибыл отряд мастеров-горододельцев, руководивших работами, выполнявшимися местным населением. До 1659 года стены Харьковской крепости были перестроены в соответствии с требованиями к крепостям засечных черт, защищавших русские земли от нападения крымских татар. Поселение на возвышенности превратилось в кремль с двойной дубовой стеной неправильной четырёхугольной формы длиной около 1130 м. Кремлёвская стена была сделана в технике рубленого города, состоящего из тарас (деревянных срубов в виде клетей, засыпавшихся землёй и камнями), усиленных обламами (выступающими из стены деревянными брустверами) и катками. Стену венчали десять башен, трое из которых были проезжими. Цитадель была окружена глубоким рвом (до 6,5 м) и валом, на её вооружении использовались пушки.
Крепостная стена начиналась около нынешнего универмага — на углу площадей Сергиевской и Павловской; далее крепостная стена шла по территории Павловской площади до Дворца Труда, оттуда поднималась по площади Конституции до нынешнего здания Харьковского национального университета искусств и, повернув на запад, спускалась в сторону Клочковской улицы через территорию бывшего Исторического музея. С западной стороны над обрывом к реке Лопань крепостной стены не было. Её заменял деревянный частокол. Четыре башни, возведённые по углам крепости и назывались «наугольными», с индивидуальными названиями: 1-я «Рождественская» — стояла на месте нынешнего универмага; 2-я «Протопоповская» — на месте Дворца труда; 3-я, самая высокая «Никольская» или «Вестовая» (высотой 13,3 м, имела постоянный сторожевой пост для наблюдения за степью и вестовой колокол) — на углу нынешней площади Конституции и Спартаковского переулка; 4-я «Деркачёвская» располагалась в северо-западном углу крепости. 
Три проездных башни: 1-я проездная «Московская» — стояла на теперешней Университетской улице напротив бывшего здания Исторического музея (в начале XVIII века её перенесли на место глухой «Шаповаловской» башни, приблизительно туда, где теперь Соборный переулок); 2-я проездная «Чугуевская» башня — стояла между нынешней Университетской улицей и Уфимским переулком, там где они выходят на площадь Розы Люксембург; 3-я проездная «Лопанская» башня — на месте современного Соборного спуска. Ворота проездных башен запирались на замок, а возле ворот стояли сторожевые дома. «Тайницкая» башня (имела потайной подземный ход длиной 34 метра с запасным колодцем — стояла на месте нынешней Университетской лестницы; «Средняя» башня (в начале XVIII века — «Шаповальская» — стояла на месте нынешнего Советского переулка; «Глухая» башня — стояла над обрывом к реке Лопань. Периметр новой цитадели Селифонтова несколько сократился — до 997 м.
На территории кремля, в северной части квартала, где в советское время был расположен кинотеатр «Юность» (ул. Университетская, 25), был построен деревянный соборный Успенский собор, его размеры были — «меж углы 4 сажень» (около 8,5 м). В 1658 году в донесении в Москву воевода Офросимов сообщал: «…в Харьковском, государь, твое царское богомолье построена соборная церковь Успенье Пресятые Богородицы красного и новаго леса, а лес, государь, на ту соборную церковь возили ратные люди». Внутри крепости помещались воеводский двор, канцелярия, казённые складские помещения, дворы переселенцев. Во второй половине 1660-х годов в крепости выкопали колодец глубиной в 21,3 м. Из различных мест крепости к рекам Лопань и Харьков шли подземные ходы, предназначавшиеся для вылазок и пополнения запасов воды во время осады неприятелем. От проездных башен начинались дороги на Москву, Чугуев и к реке Лопань, за которой выросла большая пригородная слобода.

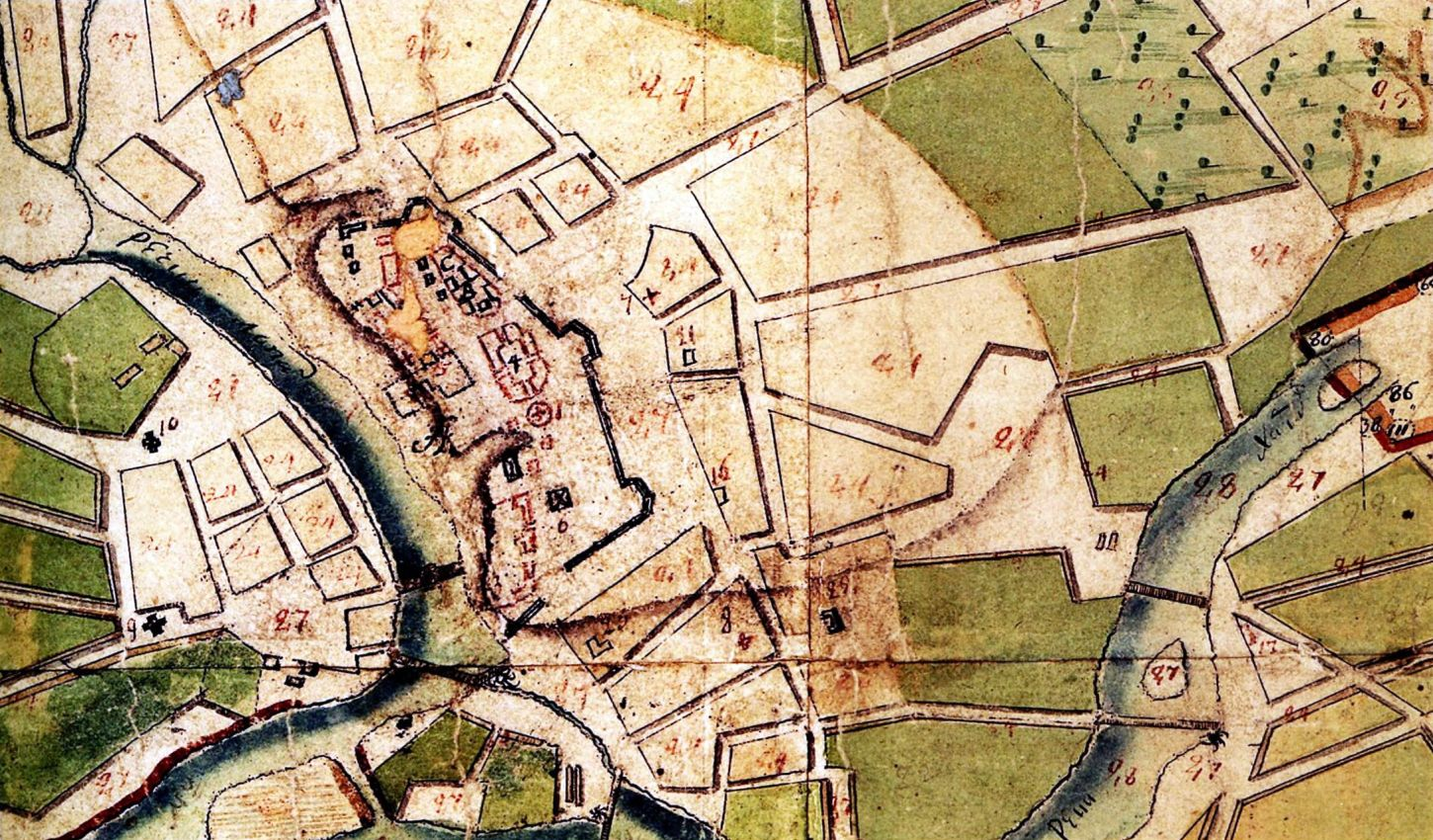
Харьковская крепость на плане конца XVIII века

В 1660 году воевода Василий Сухотин пристроил к кремлю вторую линию укреплений (окольный город) для защиты разросшейся жилой застройки (посада) и многочисленных колодцев в долине реки Харьков. Это был острог с обламами и катками, имевший ещё три проезжие башни. Кроме того, в стене имелись ещё глухая башня и отвод. Длина стен нового острога достигала 235 сажен (около 501 м). Общая протяжённость стен крепости составляла 1497,3 м. На случай внезапного татарского нападения улицы посада были перегорожены надолбами. После возведения новго укрепления кремль стали называть «Старым городом».
В 1663 году на вооружении крепости находилось 12 пушек, 402 ядра и 8 бочек пороху. До нашего времени сохранились две крепостные пушки, установленные во дворе бывшего Исторического музея. С самого начала бо́льшая часть территории крепости была плотно застроена дворами горожан. Внутри крепости находился пороховой погреб и «государев двор», где жил воевода. Перед Успенским собором образовалась площадь, где проводились собрания «громады», ярмарки, народные гулянья.

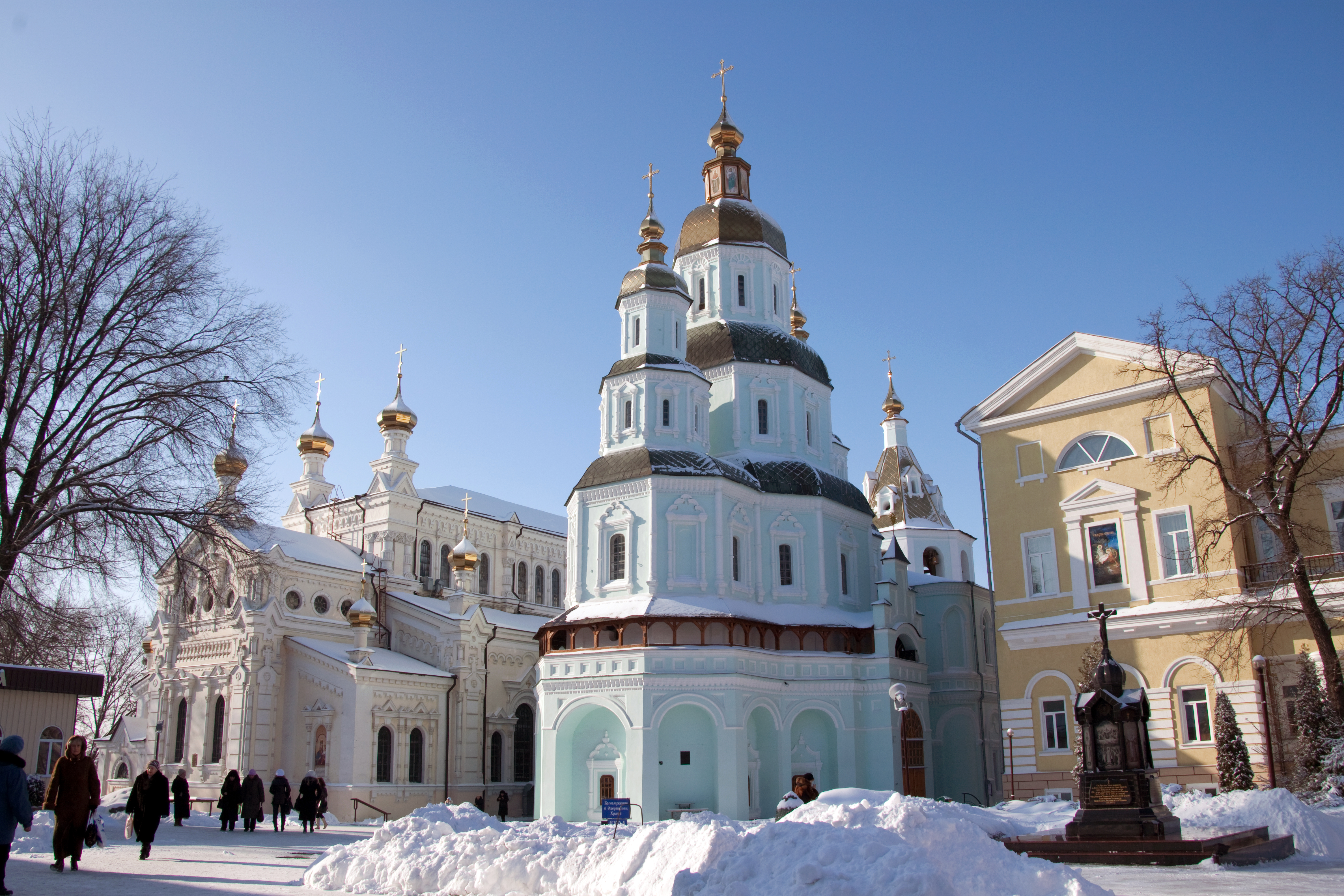
Покровский собор

В 1685 году на средства харьковского наказного полковника Авдия Григорьева и горожан несколько в стороне от старого деревянного храма возвели кирпичный Успенский собор. Его особенностью стала отдельно стоявшая колокольня. В 1689 году в месте, где крепостная стена подходила к самому обрыву, над Лопанью построили каменный Покровский собор — крепкие каменные стены, длинные узкие окна похожие на бойницы, — свидетельствуют о том что он входил в систему оборонительных укреплений города. 
Предположительно, в последней четверти XVII века Харьков дополнительно укрепили. Вокруг разросшихся посадов и слобод поставили острог с проездными и глухими башнями, полукольцом опоясавший два возведённых ранее острога. Общая протяжённость всех трёх линий городских укреплений составила 1337 сажен (2848 м). Наиболее значительная перестройка крепости была произведена в начале XVIII века по приказу Петра I, когда накануне решающей битвы под Полтавой русский царь, объезжая ряд укреплённых городов Малороссии и Слобожанщины, 2 июня 1709 года заехал в Харьков. Осмотрев крепость, он приказал её расширить на север и вокруг построить защитный вал с шестью малыми и одним большим бастионом. Согласно плану 1740 года оборонительные сооружения Харькова состояли из двух частей — цитадели (бывшего кремли и окольного города) и форштадта (предместья). Общая протяжённость укреплений предместья, составляла 7881 м.

### Военная история
За время существования Харьковская крепость ни разу не подвергалась вражескому нападению или осаде. Только в 1711 году, когда в результате похода Филиппа Орлика в Малороссию вторглось многотысячное крымскотатарское войско во главе с ханом Девлет-Гиреем II, неприятель приходил в Харьковский уезд и жестоко опустошил его, однако приблизиться к городу на расстояние ближе 3 вёрст не рискнул.

### Ликвидация крепости
С конца XVIII века, когда город утратил военное значение. Согласно регулярному плану, утверждённому Екатериной II, структура города предусматривала строгую упорядоченную застройку с совершенно прямыми, правильными улицами и кварталами. Пришедшие в негодность стены крепости разобрали, но отдельные бастионы ещё стояли в начале XIX века, прежде чем их скопали. Единственным сохранившимся архитектурным современником ныне исчезнувшей Харьковской крепости является Покровский собор, при котором в 1726 году был открыт Свято-Покровский мужской монастырь.